# 長谷川雄一
長谷川 雄一（はせがわ ゆういち、1948年 - ）は、日本の政治学者。東北福祉大学教授。

## 経歴
1948年、宮城県仙台市生まれ。1973年、上智大学法学部法律学科を卒業。1978年慶應義塾大学大学院法学研究科博士課程単位取得満期退学。
卒業後は八千代国際大学政治経済学部助教授、駒沢女子大学人文学部国際文化学科教授などを経て、2005年より東北福祉大学教授。

## 著書
- 『日米危機の起源と排日移民法』（共著, 論創社, 1997年）
- 『現代の国際政治』（共編著, ミネルヴァ書房, 1998年）
- 『冷戦後の国際関係』（共著, 芦書房, 1998年）
- 『東学乱・日清戦争1 [明治人による近代朝鮮論第4巻]』（解説, ぺりかん社, 1998年）
- 『大正期日本のアメリカ認識』（編著, 慶應義塾大学出版会, 2001年）
- 『新版・現代の国際政治』（共編著, ミネルヴァ書房, 2002年）
- 『日本外交のアイデンティティ』（編著, 南窓社, 2004年）
- 『満川亀太郎著・三国干渉以後』（編・解説, 論創社, 2004年）
- 『満川亀太郎・奪われたるアジア』 （解説, 書肆心水, 2007年）
- 『北一輝自筆修正版・国体論及び純正社会主義』（共編著, ミネルヴァ書房, 2007年）
- 『満川亀太郎日記―大正八年～昭和十一年』（編・解説, 論創社, 2011年）
- 『近代日本の国際認識』（芦書房, 2016年）